# Gerald R. Fink
Gerald Ralph Fink (* 1940 in Brooklyn, New York City) ist ein US-amerikanischer Genetiker am Whitehead Institute for Biomedical Research und am Massachusetts Institute of Technology (MIT).

## Leben
Fink erwarb am Amherst College in Amherst, Massachusetts, einen Bachelor in Biologie und 1965 bei Norman H. Giles an der Yale University in New Haven, Connecticut, einen Ph.D. in Molekularbiologie und Genetik. Sein Dissertationsthema lautete Gene-enzyme relationships in histidine biosynthesis in yeast. Als Postdoktorand arbeitete er bei Bruce Ames an den National Institutes of Health in Bethesda, Maryland. 1967 wurde Fink Mitglied des Lehrkörpers der Cornell University in Ithaca, New York, zuletzt als Professor für Genetik und Professor für Biochemie. 1982 wechselte er an das Whitehead Institute for Biomedical Research, dessen Direktor er zwischen 1990 und 2001 war, und wurde gleichzeitig Professor für Molekulargenetik am Massachusetts Institute of Technology (MIT). Seine dortige Professur wird von der American Cancer Society gestiftet.
Fink gilt – gemeinsam mit Fred Sherman – als international führend in der Genetik der Hefen, insbesondere von Saccharomyces cerevisiae. Fink gehört zu den Begründern der molekularen Klonierung in Hefen (Transformation), womit die Grundlage einer industriell-gentechnischen Produktion von zahlreichen Medikamenten wie Insulin oder Impfstoffen geschaffen wurde. Fink konnte verschiedene Faktoren aufklären, die die Pathogenität von Hefen bestimmen. Er trug zur Verbreitung von Arabidopsis thaliana (Schotenkresse) als Modellorganismus in der Pflanzenbiologie und -genetik bei. Mittels gentechnischer Eingriffe konnte Fink Pflanzen entwickeln, die besonders tolerant gegen Salz oder Trockenheit sind (Salztoleranz, Trockentoleranz). Am Cold Spring Harbor Laboratory auf Long Island gab Fink viele Jahre lang Kurse für Genetik der Hefen und führte viele Forscher an dieses Forschungsgebiet heran.
2002/2003 war Fink Vorsitzender des National Academy of Sciences Committee on Research Standards and Practices to Prevent the Destructive Use Application of Biotechnology, eines Forscher-Gremiums, das Leitlinien entwarf, um das Risiko des Missbrauchs von Biotechnologien für terroristische Zwecke (Bioterrorismus) zu minimieren, ohne die biotechnologische Forschung als Ganze zu behindern.

## Auszeichnungen (Auswahl)
- 1981 NAS Award in Molecular Biology[1]
- 1981 Mitglied der National Academy of Sciences
- 1982 Genetics Society of America Medal[2]
- 1984 Mitglied der American Academy of Arts and Sciences[3]
- 1992 Wilbur Cross Medal der Yale University[4]
- 2001 George W. Beadle Award[5][6]
- 2002 Yeast, Genetics and Molecular Biology Lifetime Achievement Award[7]
- 2003 Mitglied der American Philosophical Society[8]
- 2010 Gruber-Preis für Genetik[9]
- 2015 Präsident der American Association for the Advancement of Sciences
- 2020 Thomas Hunt Morgan Medal
- Ehrendoktor (Cold Spring Harbor Laboratory)[10]